# Ahh! Monica
Ahh! Monica är det andra studioalbumet med sångerskan Monica Zetterlund tillsammans med Georg Riedels orkester. Albumet utgavs 1962 och innehåller bland annat "Sakta vi gå genom stan'".

## Låtlista
1. Sakta vi gå genom stan ("Walkin' My Baby Back Home" – musik: Fred E. Ahlert, sv.text: Beppe Wolgers) - 3:18
2. Mister Kelly (text & musik: Owe Thörnqvist) - 2:50
3. Rockin' Chair (musik: Hoagy Carmichael, sv.text: B. Wolgers) - 2:56
4. Kärlek och pepparrot (musik: Olle Adolphson, text: Björn Lindroth) - 3:08
5. Va' e' de' där? ("Dat dere" – musik: Bobby Timmons, sv.text: B. Wolgers) - 2:51
6. Stick iväg, Jack ("Hit the road Jack" – musik: Percy Mayfield, sv.text: B. Wolgers) - 1:45
7. När min vän (text & musik: O. Thörnqvist) - 3:01
8. I New York ("Take five" – musik: Paul Desmond, sv.text: B. Wolgers) - 2:12
9. Säg några vackra ord ("Baltimore Oriole" – musik: H. Carmichael, sv.text: B. Wolgers) - 3:54
10. Du måste ta det kallt ("Stockholm Sweetin'" - musik: Quincy Jones, sv.text: B. Wolgers) - 2:39
11. Katten Felix (musik: G. Riedel, text: B. Wolgers) - 2:04
12. Så tyst ("Speak Low" – musik: Kurt Weill, text: Gösta Rybrant) - 3:05

## Medverkande musiker
- Monica Zetterlund – Sång
- Georg Riedel – Bas
- Jan Johansson – Piano
- Egil Johansen – Trummor
- Rune Falk – Barytonsaxofon
- Sixten Eriksson, Gösta Nilsson, Weine Renliden, Bengt-Arne Wallin – Trumpet
- George Vernon, Runo Ericksson, Jörgen Johansson, Gunnar Medberg, Andreas Skjold – Trombon
- Yngve Sandström – Flöjt
- Sture Kallin – Trummor
- Rolf Bäckman – Altsaxofon